# Manuel López Esponda
Manuel López Esponda (Soriano, Uruguay, 14 de julio de 1907 - Montevideo, Uruguay, 17 de agosto de 1988) fue un magistrado uruguayo, miembro de la Suprema Corte de Justicia de su país entre 1952 y 1962.

## Primeros años
Nació en Soriano el 14 de julio de 1907, hijo de Manuel López y de Ignacia Esponda.
Cursó estudios en la Universidad de la República, graduándose como abogado en 1932.

## Defensor de oficio
Durante varios años se desempeñó como Defensor de Oficio en su departamento natal, durante la década de 1930.

## Juez Letrado en el interior del país
En mayo de 1940 fue designado Juez Letrado de Salto de Primer Turno.
En diciembre de 1943 fue trasladado al Juzgado Letrado de 2° turno del mismo departamento.

## Juez Letrado en Montevideo
En junio de 1948 fue ascendido a Juez Letrado Suplente.
En septiembre de 1949 fue designado Juez Letrado de Instrucción.
En agosto de 1950 fue nombrado Juez Letrado del Crimen de 4° Turno.

## Suprema Corte de Justicia
En la noche del 14 al 15 de febrero de 1952 la Asamblea General lo eligió por 68 votos para asumir el puesto de miembro de la Suprema Corte de Justicia dejado vacante por la renuncia de Enrique Armand Ugón para pasar a integrar la Corte Internacional de Justicia de La Haya. Prestó juramento y asumió su cargo el día 15 de febrero.
El de López Esponda fue uno de los muy pocos casos en la historia del máximo tribunal del país en que un magistrado fue designado para integrarlo sin haber pasado previamente por el cargo inmediato inferior, esto es, miembro de un Tribunal de Apelaciones. 
Con 44 años de edad, López Esponda fue también el miembro más joven en integrarlo en toda su historia, junto con Julio Bastos que ingresara en 1908 con la misma edad. Asimismo, fue la primera persona nacida en el siglo XX en ingresar a dicho tribunal.
Ocupó la Presidencia de la Corte en dos oportunidades, durante los años 1955 y 1960.
Cesó como integrante de la Corte el 14 de febrero de 1962, al cumplir el período máximo de 10 años de permanencia en el cargo establecido en la Constitución vigente.
Cabe destacar que el período entre 1954 y 1959 fue el único en la historia del máximo tribunal, luego de 1934, en que el mismo quedó integrado por cinco ministros (López Esponda, Álvaro Macedo, Rivera Astigarraga, Luis Alberto Bouza y Julio César de Gregorio) que llegarían a completar, todos, los diez años en su puesto. 
Al retirarse López Esponda, permanecían sin cubrir las vacantes generadas por Macedo en 1959 y por Astigarraga en 1961. Por consiguiente, el cuerpo quedó con solo dos ministros en ejercicio, Bouza y de Gregorio. Ante dicha situación, los tres cargos vacantes fueron cubiertos el 28 de febrero de 1962 con los nombramientos de Esteban D. Ruiz, Hamlet Reyes y Emilio Siemens Amaro.

## Otros cargos públicos
Luego de su retiro de la actividad judicial, López Esponda ocupó otros cargos menores en diversos organismos para los que fue designado por el Poder Ejecutivo en distintos períodos. 
Así, en mayo de 1962 fue nombrado miembro del Directorio del Estatuto del Funcionario.
En marzo de 1963 fue designado presidente de la Comisión Honoraria encargada de programar los festejos del Sesquicentenario de la Gesta Emancipadora de 1811-1813.
En octubre del mismo año fue elegido para integrar como representante del Uruguay la Comisión Mixta que estudiaba los problemas técnicos,económicos y sociales relacionados con el mejoramiento de las condiciones de navegabilidad  y aprovechamiento total de la Cuenca de la Laguna Merín.
En marzo de 1964 fue incluido entre los miembros de una Comisión Nacional encargada de auspiciar los actos conmemoativos del bicentenario del nacimiento de José Gervasio Artigas.
En septiembre de 1965 integró como representante del Poder Ejecutivo un Tribunal de Conciliación en un conflicto planteado entre la empresa FUNSA y su personal y en febrero de 1968, por recomendación de la Suprema Corte de Justicia, fue designado nuevamente miembro de un Tribunal Arbitral para intervenir y resolver otra controversia relativa a la misma empresa.
Por último, en mayo de 1975 fue nombrado miembro de la Comisión Nacional del Servicio Civil.

## Fallecimiento
Manuel López Esponda falleció en Montevideo el 17 de agosto de 1988, a los 81 años de edad.